# گویش چهارمحالی
گویش چهارمحالی یکی از گویش‌های فارسی است، که در منطقه چهارمحال از استان چهارمحال و بختیاری استفاده می‌شود. گویش چهارمحالی با فارسی رسمی تفاوت‌های آوایی و واژگانی دارد و برخی واژه‌ها و پسوندهایی دارد که تنها در این گویش دیده می‌شود. گویش‌های شهرکردی یا دهکردی، فرخ شهری یا قهفرخی، از شناخته‌شده‌ترین زیرشاخه‌های این گویش هستند.
شهرهای شهرکرد، هفشجان، بروجن و فرخ‌شهر مراکز مهم فارسی‌زبان استان چهارمحال و بختیاری به‌شمار می‌آیند. بدین ترتیب لهجه‌های فارسی چهارمحالی دهکردی (شهرکردی)، هیشگونی (هفشجانی)، اورجنی (بروجنی) و قهفرخی (فرخشهری) نام دارند. گویشورهای چهارمحالی گویش‌های شهری (دهکردی، هیشگونی، اورجنی، قهفرخی) را متفاوت از گویش‌های روستایی می‌دانند، اما بررسی‌ها نشان می‌دهد در ساختارهای واژگانی و واج‌شناختی میان آن‌ها تفاوتی وجود ندارد.

## جمعیت

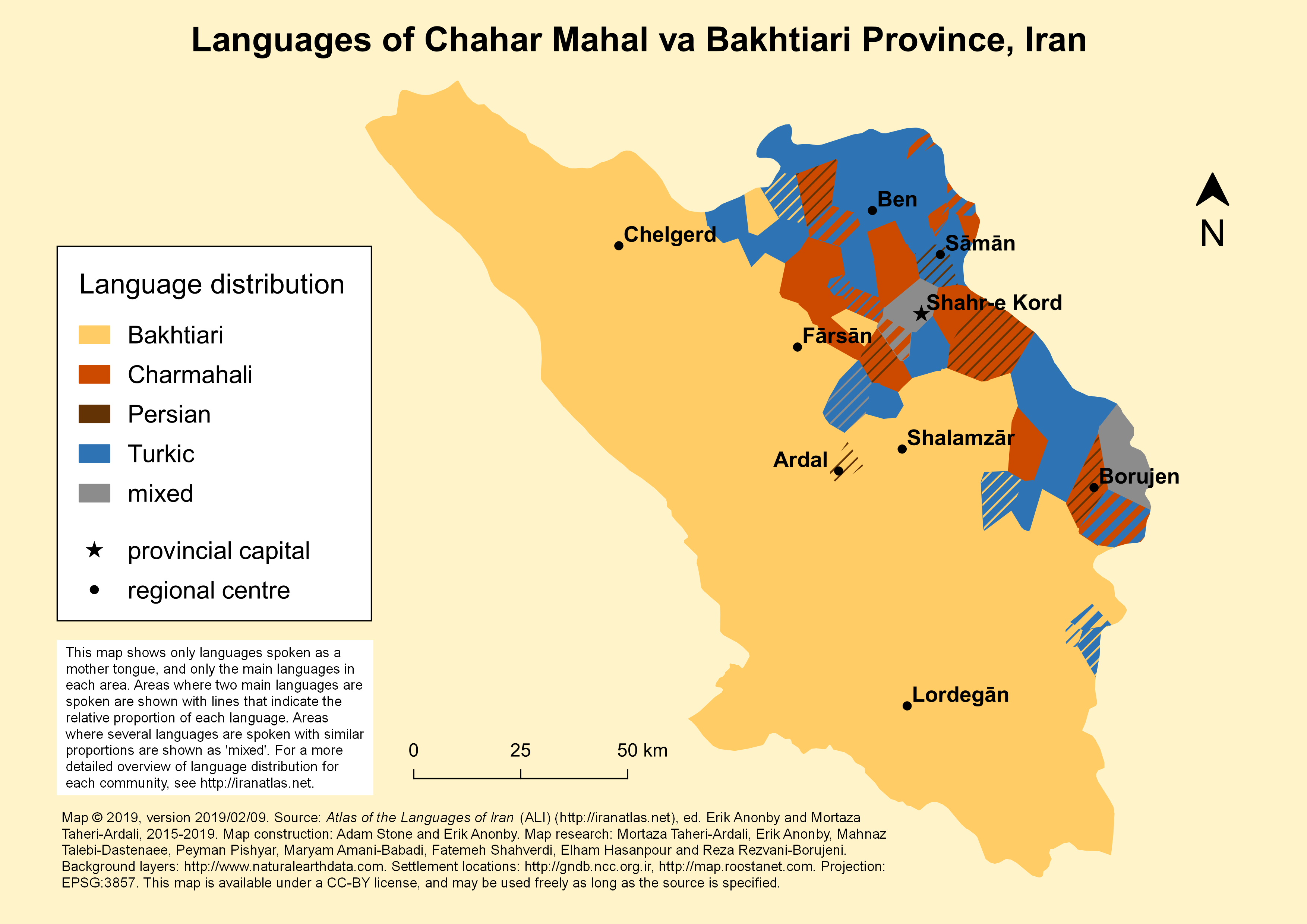
نقشه زبانی استان چهار محال و بختیاری

طی پژوهشی که شرکت پژوهشگران خبره پارس به سفارش شورای فرهنگ عمومی در سال ۱۳۸۹ انجام داد و براساس یک بررسی میدانی و یک جامعه آماری از میان ساکنان استان چهارمحال و بختیاری، ۳۰٫۵٪ از جمعیت این استان فارسی‌زبان بوده‌اند.
اطلس زبان‌های ایران (ALI) نقشه توزیع نقطه‌ای و چندضلعی زبان‌های استان چهارمحال و بختیاری و چندین نقشه داده‌های زبانی را منتشر کرده است.